# ЛАЗ-5255
ЛАЗ-5255 «Карпаты» — советский междугородний автобус большого класса производства ЛАЗ.

## История
В 1976 году Всесоюзный конструкторско-экспериментальный институт автобусостроения разработал с учётом опыта ранее созданной опытной модели ЛАЗ «Украина-73» и требований НИИАТ и министерства автотранспорта РСФСР техническое задание на создание новой модели туристского автобуса ЛАЗ-5255 с дизельным двигателем КамАЗ, предназначенного для замены ЛАЗ-699Н. Автобус изначально разрабатывался как часть нового унифицированного семейства автобусов (в состав которого входили средний городской автобус ЛАЗ-4202, пригородный автобус ЛАЗ-42021, большие городские автобусы ЛиАЗ-5256 и ЛиАЗ-5256М и туристские ЛАЗ-5255).
В 1978 году силами экспериментального цеха было изготовлено несколько опытных вариантов автобуса:
- 43-местный автобус (предложенный в качестве стандартного варианта исполнения)[1];
- 40-местный вариант (оборудованный гардеробом для хранения верхней одежды пассажиров)[1];
- 30-местный вариант (оборудованный гардеробом, баром и столом с четырьмя сиденьями)[1];
- 28-местный вариант (оборудованный гардеробом, баром, столом с четырьмя сиденьями, туалетом и кондиционером)[1].

Кроме того, для каждого варианта было предусмотрено исполнение «Люкс» (предусматривавшее установку телевизора, видеомагнитофона и радиотелефона).
Первые два автобуса ЛАЗ-5255 были направлены для прохождения опытной эксплуатации в Москву, они использовались в ходе Олимпийских игр 1980 года.
После завершения государственных испытаний, в 1980 году ЛАЗ-5255 был рекомендован к производству (к этому времени ресурс автобуса до проведения технического обслуживания ТО-1 составлял 5000 км, до проведения ТО-2 — 20 000 км).
В 1981 году опытная эксплуатация ЛАЗ-5255 была завершена с положительными результатами.
В 1983 году было утверждено решение о изготовлении автобуса в двух вариантах исполнения (43-местном и 28-местном).
В 1984 году на выставке «Автопром-84» завод представил междугородный автобус ЛАЗ-5255.
К 1991 году автобус был подготовлен к серийному производству. В дальнейшем вместо него выпускался более упрощённый вариант ЛАЗ-5207.

## Описание
Автобус двухдверный, бескапотный, с задним расположением дизельного двигателя, высокопольный (под полом салона размещён багажный отсек вместимостью 6,7 м³).
Салон повышенной комфортности, с жидкостной системой отопления (отопление обеспечивали три отопителя, размещённые по бортам и в задней части салона), система вентиляции включала шесть вентиляторов и воздухозаборник на крыше).
В крыше автобуса были оборудованы три аварийных люка 600×800 мм.
Поскольку автобус создавался по программе производственной кооперации предприятий СССР со странами СЭВ, в его конструкции использовался двухступенчатый мост с бортовыми редукторами производства венгерского предприятия «Rába» (унифицированный с мостом находившихся в эксплуатации в СССР автобусов «Ikarus») и перспективным городским автобусом ЛиАЗ-5256, а так же дизельным двигателем КамАЗ-740.10. Передняя подвеска пневматическая независимая, задняя пневматическая зависимая.

## Варианты и модификации
- В 1980-е годы на базе ЛАЗ-5255 были разработаны и построены специальные автобусы ЛАЗ-5255П и ЛАЗ-5255П1 для доставки космонавтов и стартового персонала на стартовую площадку космодрома Байконур[5]. В ЦПК автобусы получили названия «Звездный» и «Байконур». «Звездный» ныне возит основной экипаж, а «Байконур» – дублирующий.